# 2011 CQ1
2011 CQ1 ist ein erdnaher Kleinkörper des Sonnensystems.
2011 CQ1 wurde am 4. Februar 2011 durch das Catalina Sky Survey entdeckt. Nur 14 Stunden später erreichte er seinen erdnächsten Punkt mit nur 5480 km über der Erdoberfläche. Das nur etwa ein Meter große Objekt wurde durch das Rendezvous mit der Erde in seiner Umlaufbahn um 60 Grad verändert, so dass der Bahntyp von 2011 CQ1 vom Apollo-Typ zum Aten-Typ überging.
Zum Zeitpunkt des Vorbeifluges war 2011 CQ1 der Erde so nahegekommen, ohne die Atmosphäre zu berühren wie kein beobachtetes natürliches Objekt zuvor.